# Noah Botic
Noah Botic, né le 11 janvier 2002 à Sydney en Australie, est un footballeur australien qui évolue au poste d'avant-centre à l'Austria Vienne.

## Biographie

### En club
Né à Sydney en Australie, Noah Botic joue dans les équipes de jeunes de différents clubs comme le Western Sydney Wanderers, le Sydney Olympic et Rockdale Ilinden FC (en). Lors de l'été 2019, il rejoint l'Allemagne en signant au TSG Hoffenheim, où il intègre dans un premier temps les équipes de jeunes du club.
Le 2 août 2021, Noah Botic rejoint le Western United. Il signe un contrat de deux ans.
Il joue son premier match en professionnel à l'occasion d'une rencontre de A-League, la première division australienne, le 19 mars 2022 contre le Sydney FC. Il entre en jeu à la place d'Aleksandar Prijović et son équipe est battue par trois buts à zéro.

### En sélection
En mars 2023, Noah Botic est convoqué avec l'équipe d'Australie des moins de 23 ans, pour des matchs de préparation en vue des Jeux olympiques d'été de 2024. Avec cette sélection il joue au total neuf matchs et inscrit six buts.